# The Colonel's Peril
The Colonel's Peril est un film muet américain réalisé par Francis Ford et Thomas H. Ince, sorti en 1912.

## Fiche technique
- Réalisation : Francis Ford, Thomas H. Ince
- Date de sortie : États-Unis : : 29 juin 1912

## Distribution
- Robert Edeson : Tom Norman
- Ethel Grandin : Nell
- Charles K. French : Colonel Norman
- J. Barney Sherry
- Ray Myers